# بخش بالاولایت
بخش بالا ولایت، از توابع شهرستان باخرز در استان خراسان رضوی است.
بخش بالا ولایت در مرداد ۱۳۸۹ از دو دهستان تشکیل یافت.
دهستانها:
- دهستان بالا ولایت به مرکزیت قلعه نو قلعه نو علیا
- دهستان اشتین به مرکزیت همت آباد

## جمعیت
این بخش هنگام دهستان بودن بر اساس سرشماری سال ۱۳۸۵ جمعیت آن (۷٬۰۵۲ خانوار) ۲۶٬۵۸۱ نفر بود.